# Elia Abu Madi
Elia Abu Madi, cunoscut și ca Elia D. Madey, (Arabă: إيليا أبو ماضي n.1889; d. 23 noiembrie 1957) a fost un poet libanezo-american.